# Causa Real
A Causa Real é uma associação fundada em 1911, com a atual denominação desde 18 de dezembro de 1993, que defende o ideal monárquico, da instituição real, defendendo que os direitos dinásticos da Coroa Portuguesa pertencem ao pretendente Duarte Pio de Bragança e a quem lhe venha a suceder como chefe da Casa Real Portuguesa e Rei de Portugal. É uma via de comunicação oficial de Duarte Pio de Bragança.
A Causa Real coordena a nível nacional o movimento monárquico português, promovendo ações políticas, culturais, informativas, sociais, entre outras, tendo como objetivo principal a restauração da Monarquia em Portugal.
É constituída por Reais Associações existentes em todos os distritos do Continente Português, nas duas Regiões Autónomas e noutros locais do Mundo.
Pretende reunir todos os simpatizantes da instituição Real das várias sensibilidades e quadrantes político-partidários.
Apostada na criação de um Portugal moderno, consciente da sua História do Reino de Portugal e apostado no Futuro, a Causa Real está aberta ao contacto de todos os que sintam os valores patrióticos da Portugalidade e a relevância do Futuro de Portugal no Mundo.
Em março de 2022 realizou-se o seu XXVI Congresso Monárquico, que decorreu em Évora, e nele foi eleito para presidente da Direção Pedro Quartin Graça, e para Vice-Presidente José Aníbal Marinho, mantendo-se como Secretário-Geral José Lobão.

## Reais Associações
Constituem a Causa Real as seguintes Reais Associações:
- Real Associação do Alto Alentejo
- Real Associação do Baixo Alentejo
- Real Associação da Beira Interior
- Real Associação da Beira Litoral
- Real Associação de Braga
- Real Associação de Coimbra
- Real Associação da Ilha de S. Miguel
- Real Associação da Ilha Terceira
- Real Associação de Lisboa
- Real Associação da Madeira e do Porto Santo
- Real Associação de Nova Iorque
- Real Associação do Porto
- Real Associação do Reino do Algarve
- Real Associação do Ribatejo
- Real Associação de Trás-os-Montes e Alto Douro
- Real Associação de Viana do Castelo
- Real Associação de Viseu

## Monárquicos notáveis
- Gonçalo Ribeiro Telles †
- Miguel Esteves Cardoso
- Augusto Ferreira do Amaral
- Fernando Carvalho Rodrigues
- Henrique Barrilaro Ruas †
- Pedro Quartin Graça
- João Almeida
- João Camossa Saldanha †
- José Miguel Júdice
- José Cid
- José Luís Nogueira de Brito
- José Luís Nunes †
- Luís Coimbra
- Luís Sampaio
- Manuela Aguiar
- Miguel Albuquerque
- António Nogueira Leite
- Paulo Portas
- Cecília Meireles
- Paulo Estêvão
- Telmo Correia
- José Camacho Costa †
- Paulo Teixeira Pinto
- Pedro Ayres Magalhães
- Francisco Sousa Tavares †
- Pedro Mota Soares
- Rodrigo Moita de Deus
- Rui Carp
- Rui Moreira
- Sophia de Mello Breyner Andresen †
- Nicolau Breyner †
- Nuno Melo
- Hélio Loureiro
- Virgílio Castelo